# Dasyhelea deemingi
Dasyhelea deemingi är en tvåvingeart som beskrevs av Boorman och Harten 2002. Dasyhelea deemingi ingår i släktet Dasyhelea och familjen svidknott. Inga underarter finns listade i Catalogue of Life.